# Ulmenblattkäfer

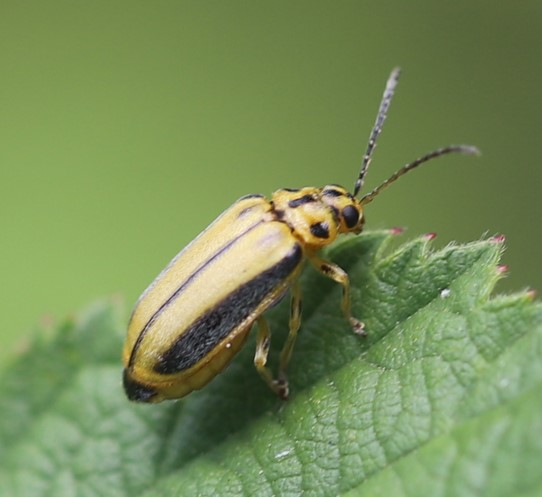
Seitenansicht

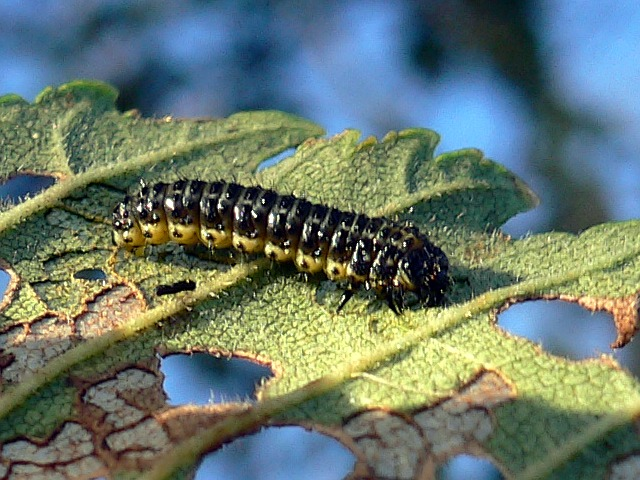
Larve eines Ulmenblattkäfers

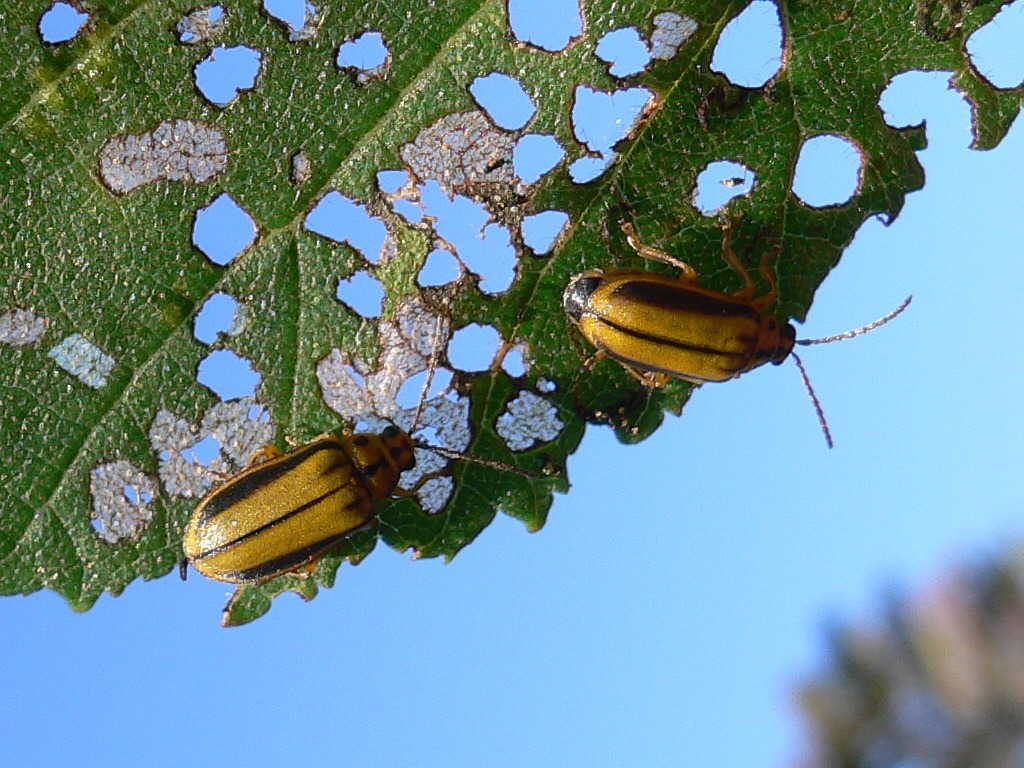
Käfer beim Fressen

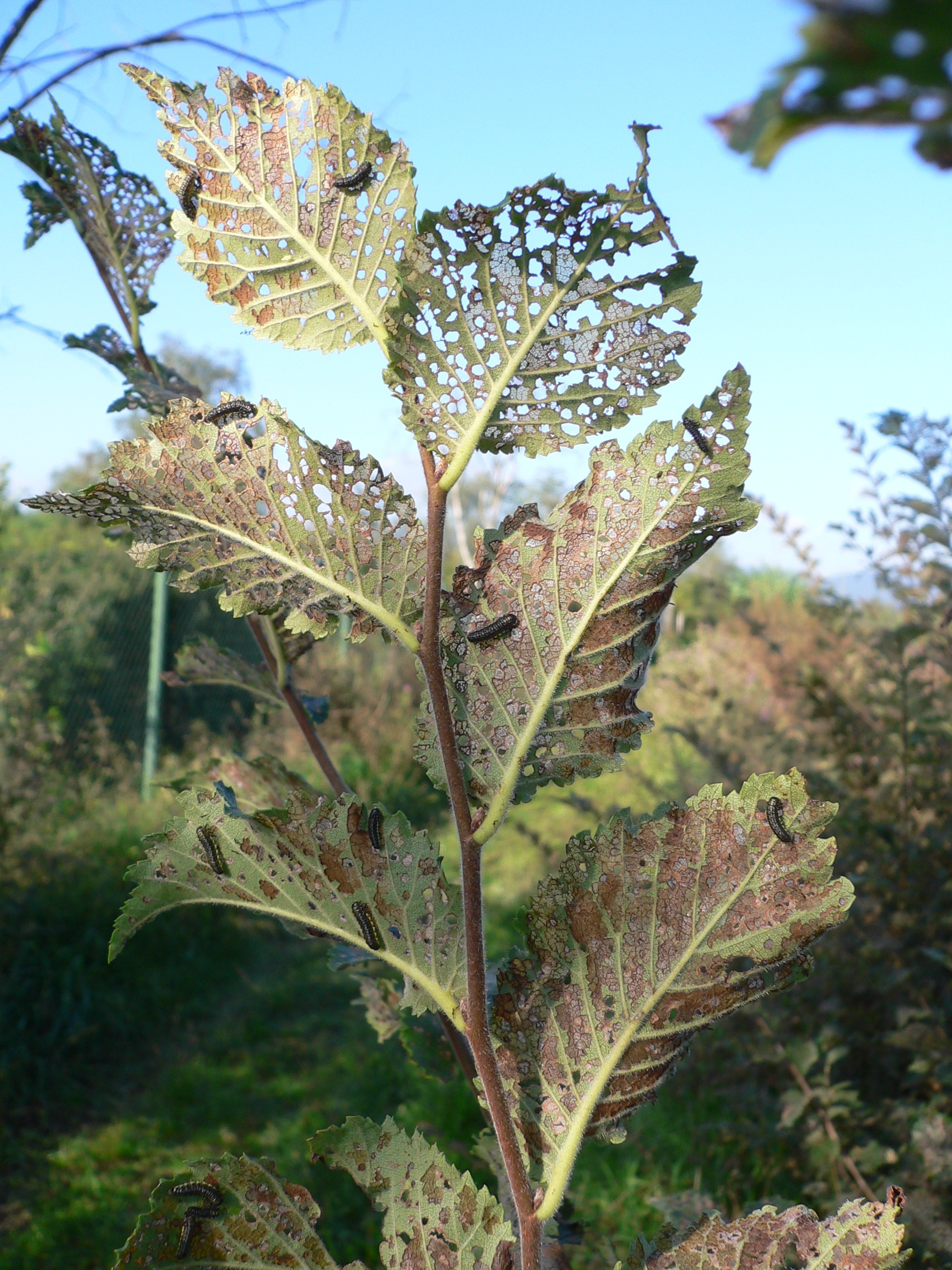
Fraßbild an Ulmenblättern

Der Ulmenblattkäfer (Xanthogaleruca luteola) ist ein Käfer aus der Familie der Blattkäfer (Chrysomelidae). Die Art wurde von Otto Friedrich Müller im Jahr 1766 als Chrysomela luteola erstbeschrieben. Das lateinische Art-Epitheton luteola bedeutet „gelblich“.

## Merkmale
Die Käfer erreichen eine Körperlänge von ca. sechs Millimetern. Sie sind gelb bis olivgrün gefärbt und haben neben einer schwarzen Flügeldeckennaht am Außenrand der Deckflügel je einen schwarzen Streifen. Direkt am Halsschild haben die Deckflügel zwischen der Flügeldeckennaht und den schwarzen Streifen je einen schwarzen, längs verwischten Fleck. Ihr Kopf und ihr Halsschild sind ebenfalls gelb und haben mittig, bzw. der Halsschild auch an den Seiten, schwarze Flecken.
Die Larven werden ca. 13 Millimeter lang. Sie sind grünlich bzw. blassgelb mit mehreren Punktreihen am Rücken und auf den Seiten. Sie können auch ganz schwarz gefärbt sein. An den Seiten sind sie gelb gefärbt.

## Vorkommen
Die Käfer sind in der westlichen Paläarktis von Portugal bis nach Zentralasien verbreitet. Sie wurden in Nordamerika und Australien eingeschleppt. In Deutschland kommen die seltenen Käfer hauptsächlich im Südwesten in der Oberrheinischen Tiefebene vor. Sie werden in der Roten Liste 2 (stark gefährdet) geführt.

## Lebensweise
Die Larven fressen die Blättern von Ulmen (Ulmus spec.) und leben vor allem auf einzeln stehenden Bäumen. In Nordamerika werden bevorzugt die Blätter der Chinesischen Ulme (Ulmus parvifolia) gefressen.

## Entwicklung
Die Weibchen legen jeweils 5 bis 25 ihrer gelb-orangen, spindelförmigen Eier gemeinsam auf der Blattunterseite ihrer Wirtspflanzen, in zuvor ausgefressenen Vertiefungen ab. Insgesamt legen sie 400 bis 800 Eier. Die daraus schlüpfenden Larven ernähren sich, indem sie nur die Oberfläche der Blattunterseite abschaben. Die Blätter werden dabei skelettiert, die Oberseiten und die Adern bleiben aber unversehrt. Dadurch, dass die vertrockneten Blattbereiche nach einiger Zeit aber herausbröseln, wirken die Blätter durchlöchert. Nach ca. drei Wochen ist die Entwicklung der Tiere abgeschlossen. Sie klettern den Stamm nach unten und verpuppen sich in Rissen der Rinde oder anderen Ritzen am Stamm. Nach ein bis zwei Wochen schlüpfen die ausgewachsenen Käfer. Die Imagines überwintern an geschützten Orten, wie z. B. unter Rinde, aber auch in Häusern und unter Holzpanelen. Die Käfer kommen im Frühjahr wieder zum Vorschein, um Ulmen anzufliegen, auf denen sie die Eier für eine neue Generation ablegen. In Deutschland werden die Imagines von April bis September beobachtet.

## Schadwirkung
Die Tiere leben in größeren Gruppen auf ihren Wirtspflanzen und können diese teilweise oder völlig entlauben, da die stark angefressenen Blätter verwelken und abfallen. Zwar können die Bäume nach einer kompletten Entlaubung schnell wieder neue Blätter entwickeln, da die Käfer aber im Baum verbleiben, werden auch diese gefressen. Zum Absterben des Baumes führt dies aber nur sehr selten, z. B. dann, wenn die Bäume zusätzlich durch Krankheiten und anderen Insekten geschwächt werden.